# Denisse Torena
Denisse Torena (Montevideo, 1983) es una dibujante, profesora y artista uruguaya. 

## Biografía
Es licenciada del Instituto Escuela Nacional de Bellas Artes de la Universidad de la República. Fue ilustradora de libros para niños.

En el año 2016, creó la editorial independiente Pez Tirolés, junto a Horacio Cavallo, y publicó con ella su libro Hojas de otoño, con textos de Cavallo e ilustraciones suyas.